# Giacomo Bresadola
Giacomo Bresadola (Mezzana, 14 de febrero de 1847 – Trento 9 de junio de 1929) fue un eminente micólogo italiano. Los hongos que clasificó incluyen a las especies tóxicas Lepiota helveola e Inocybe patouillardii, aunque esta última se conoce hoy como Inocybe erubescens. Fue miembro fundador de la Sociedad Micológica de Francia.

## Vida
Bresadola nace en 1847 en una familia de granjeros en Mezzana, próxima a Trento, en el Imperio austríaco. Desde muy temprana edad, mostró interés en la Botánica. Luego de hacer la escuela elementar en Mezzana, es enviado por su padre a Cloz en el "Val di Non" a los nueve para seguir estudios con su tío que era párroco. Pero su pariente, lo considera demasiado pequeño y rápidamente lo devuelve a casa. En 1857, su familia se muda a Montichiari en Brescia para desarrollar comercio con bronce. A los doce años, estudia en el Instituto Técnico en Rovereto. Tiene dificultades allí así que abandona sus estudios para entrar en el Seminario de Trento.
Ya sacerdote, es asignado a las parroquias de Baselga di Pinè, Roncegno, y de Malè. En 1878, es vicario en Magràs, que mantiene por cinco años. Durante ese periodo, se vuelve a encantar con la botánica y ocupa su tiempo con Francesco Ambrosi, quien lo introduce al briólogo Gustavo Venturi y a la obra de Carlo Vittadini. Tanto por la gran cantidad de setas que encuentra durante sus excursiones y a su contacto con varios micólogos, que se interesa específicamente en la Micología.
Luego conoce a Pier Andrea Saccardo, un profesor de Botánica en la Universidad de Padua y celebrado micólogo. Saccardo dirige a Bresadola a Lucien Quélet y luego a Émile Boudier, con quien simpatiza rápidamente. En este punto, ya mantiene una voluminosa y amplia correspondencia con más de 400 especialistas italianos y extranjeros, colección que hoy se hospeda en la Universidad de Washington.
En 1881, publica su Fungi tridentini novi vel novum vel nondum delineati, obra que, cuando finaliza en 1892, cubre 232 pp. de texto y 217 planchas. En 1884, es vicario en Trento, donde permanecerá por el resto de su vida. En 1887, es nombrado administrador de los Estados Episcopales de Trento, posición que mantiene hasta 1910.
Se convierte en especialista líder en varias áreas, en donde tiene estrechos colaboradores:
- Agaricomycetes, con Quélet y Adalbert Ricken
- Aphyllophoromycetideae, con Narcisse Théophile Patouillard y el canónigo Hubert Bourdot
- Discomycetes con Boudier

También manifiesta fuerte interés en especímenes exóticos y publica varias observaciones en ejemplos que recibe de todas partes del mundo, incluyendo Camerún, Congo, Hungría, Sajonia, Polonia, San Tomé, y Samoa.
Bajo los auspicios de la "Sociedad Italiana de Botánica" y el "Museo de Historia Natural de Trento", se comienza la monumental Iconographia mycologica, una obra parcialmente póstuma que comprende 25 volúmenes y 1.250 planchas a color.
En 1910, se retira y recibe de sus amigos y familiares una razonable pensión. Desafortunadamente, la Primera Guerra Mundial dimininuye abruptamente su valor, y para sobrevivir se ve forzado a vender por comida su extensa biblioteca, su herbario y sus dibujos originales. En 1927, la Universidad de Padua le confiere un doctorado honoris causa y el gobierno italiano lo nombró caballero de la Orden de la Corona de Italia. Fallece en Trento en junio de 1929 y su entierro lo paga el Municipio.
Bresadola es autor de 1.017 especies de setas y unos quince géneros en sesenta publicaciones, la mayoría escritas en latín. Sus colecciones hoy se conservan en varias instituciones. La mayor la posee el "Museo de Historia Natural de Estocolmo" (unas 30.000 especies), otras adicionales parte están en las Universidades de Washington, Trento, Upsala, Leiden y París.

## Obra
- 1890. Fungi Kamerunenses a cl. viro Joanne Braun lecti, additis nonnullis aliis novis, vel criticis ex regio museo bot. Berolinensi. Bulletin de la Société mycologique de France 6 (1): 32-49

- 1891. Fungi Lusitani collecti a cl. viro Adolphus Fr. Moller, anno 1890. Boletim da Sociedade Broteriana 9: 1-9 [reimpreso pag.]

- 1891. Champignons de la Hongrie. Revue Mycologique Toulouse 13: 20-33

- 1892. Fungi aliquot Saxonici novi lecti a cl. W. Krieger. Hedwigia 31: 40-41

- 1893. Fungi aliquot Saxonici novi lecti a cl. W. Krieger. Hedwigia 32: 32-[?]

- 1894. Fungi aliquot Saxonici novi vel critici a cl. W. Krieger lecti (contributio III ad Floram Mycol. Saxoniae). Hedwigia 33: 206-210

- 1896. Fungi aliquot Saxonici novi a cl. W. Krieger lecti. IV. Hedwigia 35: 199-[200]

- 1896. Fungi Brasilienses lecti a cl. Dr Alfredo Möller. Hedwigia 35: 276-302

- 1897. Hymenomycetes Hungarici Kmetiani. Atti dell'I.R. Accademia di Scienze Lettere ed Arti degli Agiati in Rovereto Ser. 3 3: 66-[114]

- 1899. I funghi mangerecci e velenosi dell'Europa media con speciale riguardo a quelli che crescono nel Trentino (1ª ed.)

- 1900. Fungi aliquot Saxonici novi. VI. Hedwigia 39: 325-[347]

- 1900. Hymenomycetes Fuegiani a cl. P. Dusén et O. Nordenskjöld lecti. K. Vetenskaps-Akademiens Förhandlingar 2: 311-316

- 1900. Hymenomycetes fuegiani a Dusén, Nordenskjold lecti. Wissenschaftliche Ergebnisse der Schwedischen Expedition nach den Magellansländern. 1895-1897 v. III

- 1902. Mycetes Lusitanici novi. Atti dell'I.R. Accademia di Scienze Lettere ed Arti degli Agiati in Rovereto Ser. 3 8: 128-133

- 1903. Fungi Polonici a cl. Viro B. Eichler lecti (continuatio). Annales Mycologici 1 (1-2): 65-131, 1 plancha

- 1903. Fungi Polonici. Annales Mycologici 1 (1): 65-96

- 1903. Mycologia Lusitanica. Diagnoses fungorum novorum. Brotéria Ser. Botánica 2: 87-92

- 1905. Hymenomycetes novi vel minus cogniti. Annales Mycologici 3: 159-164

- 1906. I funghi mangerecci e velenosi dell'Europa media con speciale riguardo a quelli che crescono nel Trentino. II edizione riveduta ed aumentata. Trento: Stab. Lit. Tip. Giovanni Zippel 1906. 8º, pp. (1-5) 6-142 y 121 planchas (donde 120 litografías coul.)

- 1908. Fungi aliquot Gallici novi vel minus cogniti. Annales Mycologici 6: 37-47

- 1908. Drittes Verzeichniss zu meiner Exsiccatenwerk `Fungi Selecti Exsiccati', Serie IX-XII (201-300). Verhandlungen des Botanischen Vereins der Provinz Brandenburg 50: 29-51

- 1911. Fungi Congoenses. Annales Mycologici 9: 266-276

- 1911. Adnotanda mycologica. Annales Mycologici 9 (4): 425-428

- 1912. Polyporaceae Javanicae. Annales Mycologici 10: 492-508

- 1912. Basidiomycetes Philippinenses. Series I. Hedwigia 51 (4): 306-326

- 1912. Basidiomycetes Philippinenses. Series II. Hedwigia 53: 46-80

- 1913. Champignons de Congo Belge. Bull. du Jardin Botanique de l'État à Bruxelles 4: 6-30

- 1915. Neue Pilze aus Sachsen. Annales Mycologici 13: 104-106

- 1915. Basidiomycetes Philippinenses. Series III. Hedwigia 56 (4): 289-307

- 1916. Synonymia et adnotanda mycologica. Annales Mycologici 14 (3-4): 221-242

- 1920. Selecta mycologica. Annales Mycologici 18 (1-3): 26-70

- 1925. New species of fungi. Mycologia 17 (2): 68-77

- 1926. Selecta mycologica II - Studi Trentini Sen Il. Sci. Nat. ed. Econ. 7 (1): 51-81

- 1927 [publ. 1928]. Iconografia Mycologica 3: 101-150. Mediolani

- 1929. Iconografia Mycologica 9: 401-450

- 1929. Iconografia Mycologica 12: 551-600

- 1930. Iconografia Mycologica 16: 751-800

- 1893. Bresadola, G., Hennings, P. & Magnus, P. Die von Herrn P. Sintenis auf der Insel Portorico 1884-1887 gesammelten Pilze. Botanische Jahrbücher für Systematik, Pflanzengeschichte und Pflanzengeografie 17: 489-501, 1 plancha

- 1897. Bresadola, G. & Saccardo, P.A. Enumerazione dei funghi della Valsesia raccolti dal Ch. Ab. Antonio Carestia. Malpighia 11: 241-325

- 1899 (1900). Bresadola, G. & Saccardo, P.A. Fungi Congoenses. Boletín de la Sociedad Real de Botánica de Bélgica 38: 152-168, 5 planchas

## Taxadescriptas por Bresadola

### Géneros
- Bourdotia (Bres.) Bres. & Torrend 1913, Broteria, ser. bot. 11: 88
- Copelandia Bres. 1912, Hedwigia 53: 51
- Jaapia Bres. 1911, Annls mycol. 9: 428

### Especiesy subespecies
- Asterostroma laxum, A. medium, A. ochroleucum
- Collybia dryophila var. peronata, var. vernalis Schulzer & Bres.
- Corticium queletii
- Cortinarius variegatus, C. variegatus var. marginatus
- Cyphella alboflavida, C. cochlearis
- Dacrymyces palmatus (Schwein.) Bres. 1904
- Discina leucoxantha, D. melaleuca, D. repanda var. terrestris
- Eichleriella leucophaea
- Entoloma excentricum
- Exidia umbrinella
- Exobasidium graminicola
- Ganoderma pfeifferi
- Gloeoporus dichrous (Fr.) Bres. 1912
- Gyromitra leucoxantha
- Hebeloma fusipes, H. hiemale
- Helvella queletii
- Heterochaete delicata (Klotzsch ex Berk.) Bres.
- Hygrophorus marzuolus (Fr. : Fr.) Bres., H. queletii
- Hymenochaete fuliginosa (Pers.) Bres.
- Inocybe cookei, I. fulvella, I. fulvida, I. hirtella, I. incarnata, I. patouillardii (=I. erubescens), I. rhodiola, I. umbrina
- Jaapia argillacea
- Lactarius uvidus var. pallidus
- Lepiota boudieri, L. helveola, L. ignicolor, L. lignicolor, L. lilacea, L. rubella
- Lepiota carinii[1]
- Melanoleuca paedida, M. phaeopodia
- Morchella tridentina
- Mycena archangeliana, M. olida
- Nectria galligena
- Panaeolus guttulatus
- Panellus stipticus var. albus
- Peniophora frangulae, P. nuda (Fr.) Bres. 1897, P. proxima, P. versicolor
- Peziza praetervisa
- Phlebia livida (Pers. & Fr.) Bres. 1897
- Phylloporus rhodoxanthus (Schwein. : Fr.) Bres.
- Pluteus diettrichii, P. granulatus, P. luteus, P. murinus
- Russula azurea, R. chloroides (Krombh.) Bres., R. elegans, R. lilacea var. carnicolor, R. olivacea var. pavonina, R. puellaris var. leprosa, R. purpurascens, R. similis, R. torulosa, R. turci
- Sebacina carneola, Sebacina plumbea Bres. & Torrend 1913
- Septobasidium carestianum, S. cavarae, S. fuscoviolaceum, S. marianii
- Torrendia pulchella
- Tricholoma goniospermum, T. squarrulosum, T. sulfurescens
- Tulasnella brinkmannii, T. eichleriana, T. fuscoviolacea, T.pinicola
- Tulostoma armillatum, T. melanocyclum
- Vuilleminia megalospora

- La abreviatura «Bres.» se emplea para indicar a Giacomo Bresadola como autoridad en la descripción y clasificación científica de los vegetales.[2]

## Fuente
Traducciones de los Arts. de Wikipedia en lengua inglesa y francesa.